# Matope
Matope – władca Monomotapy panujący od ok. 1450 do ok. 1480, syn Mwene Mutapy I.
Z powodzeniem kontynuował rozpoczęty przez ojca podbój doliny Zambezi, po jego zakończeniu stając się najpotężniejszym monarchą w regionie. Obszar Monomotapy w momencie śmierci Matope był zbliżony do dzisiejszego Zimbabwe.
Jego następcą został syn, Nyashuma, za którego panowania państwo uległo rozpadowi.